# Palazzo Maffei Marescotti

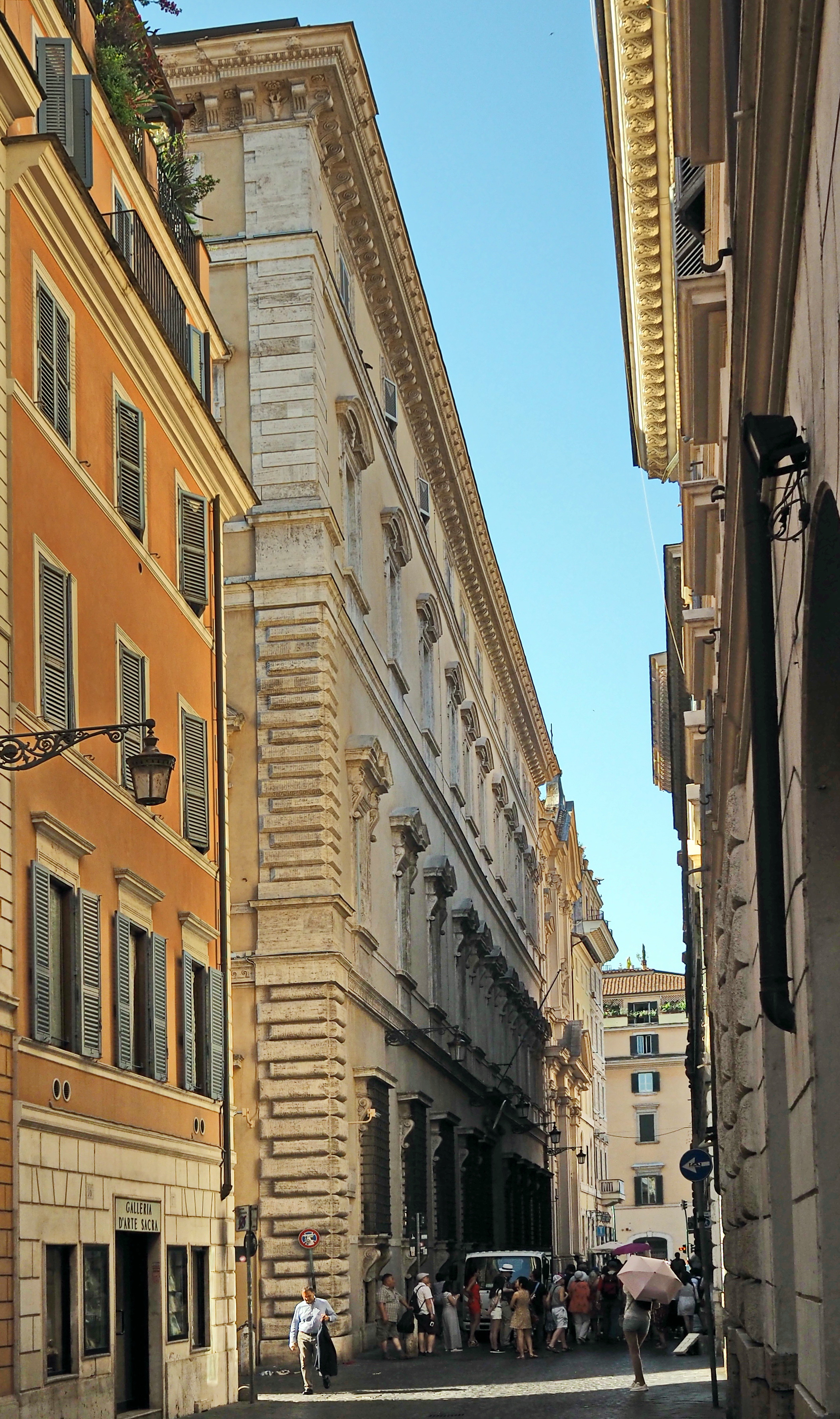
Vista do palácio na Via della Pigna.

Palazzo Maffei Marescotti é um palácio localizado na esquina da Via dei Cestari e da Via della Pigna no rione Pigna de Roma, vizinho da igreja dos Santissime Stimmate di San Francesco.

## História
O palácio foi projetado em 1580 por Giacomo Della Porta por ordem do cardeal Marcantonio Maffei, que ordenou a demolição de algumas residências da família de Stefano Porcari que ficavam de frente para a Piazza della Pigna. O palácio ainda estava incompleto quando Maffei faleceu precocemente em 1583, o que provocou uma longa série de trocas de proprietários e de usos para o edifício, cuja única constante foi o fato de ele ter permanecido nas mãos de membros da Cúria Romana.

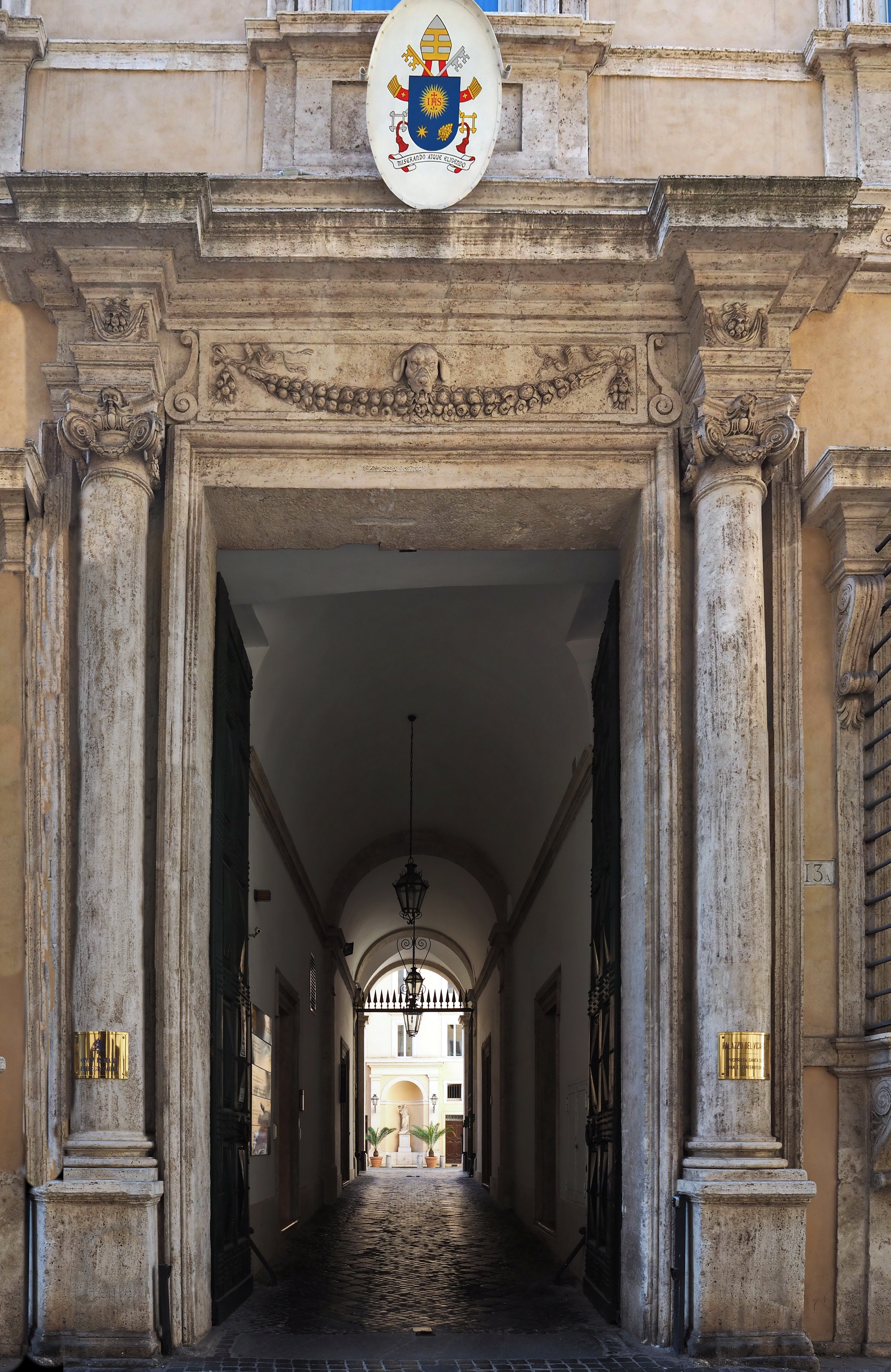
Portal.

Ainda incompleto, o palácio foi vendido em 1591 pelo sobrinho do cardeal, Livio Maffei, para a poderosa irmã do papa Sisto V, dona Camilla Peretti, que o revendeu por 29 000 escudos para Clemente Sannesio de Calutiis, marquês de Collelungo. Em 1621, o edifício passou para o cardeal Ludovico Ludovisi, que o revendeu para Francesco II d'Este em 1668 por 40 000 escudos. O duque construiu um estábulo para 24 cavalos e três carruagens e decorou o piso nobre com pinturas e estuques. Em 1 de setembro de 1714, o palácio foi revendido ao marquês Ottaviano Acciaioli, que o repassou, em 20 de dezembro de 1746, ao conde Orazio e ao monsenhor Alessandro Marescotti por 56 000 escudos. A propriedade permaneceu na família por mais de um século e, durante este período, uma ampliação foi realizada pelo arquiteto Ferdinando Fuga. Em 5 de fevereiro de 1865, o edifício foi vendido por 75 000 escudos à Banca Romana, de Bernardo Tanlongo, que se mudou para lá vindo da Piazza Mignanelli.
O palácio foi comprado em 1906 diretamente pelo Vaticano por 80 000 liras, que o transformou na sede do Vicariato de Roma, completando nesta época a fachada na Via dei Cestari em estilo neorrenascentista por Antonio Sarti. Depois da mudança do Vicariato para o Palazzo di San Callisto em 1964, o edifício passou a hospedar associações católicas e a Opera romana pellegrinaggi, a grande responsável pelo turismo confessional em Roma, e pala Azione Cattolica. Por este motivo, o palácio é conhecido também como Vicariato Vecchio.

## Descrição
O imponente palácio com três pisos apresenta elementos barrocos inseridos no contexto do século XVI da estrutura original: o portal flanqueado por duas colunas é decorado na arquitrave por uma cabeça de cachorro com um festão. São característicos também os tímpanos das janelas dos três pisos, triangulares e curvos no piso nobre, com cabeças de cervo no segundo, uma referência ao símbolo heráldico dos Maffei, que aparece também no beiral intercalado com detalhes florais.

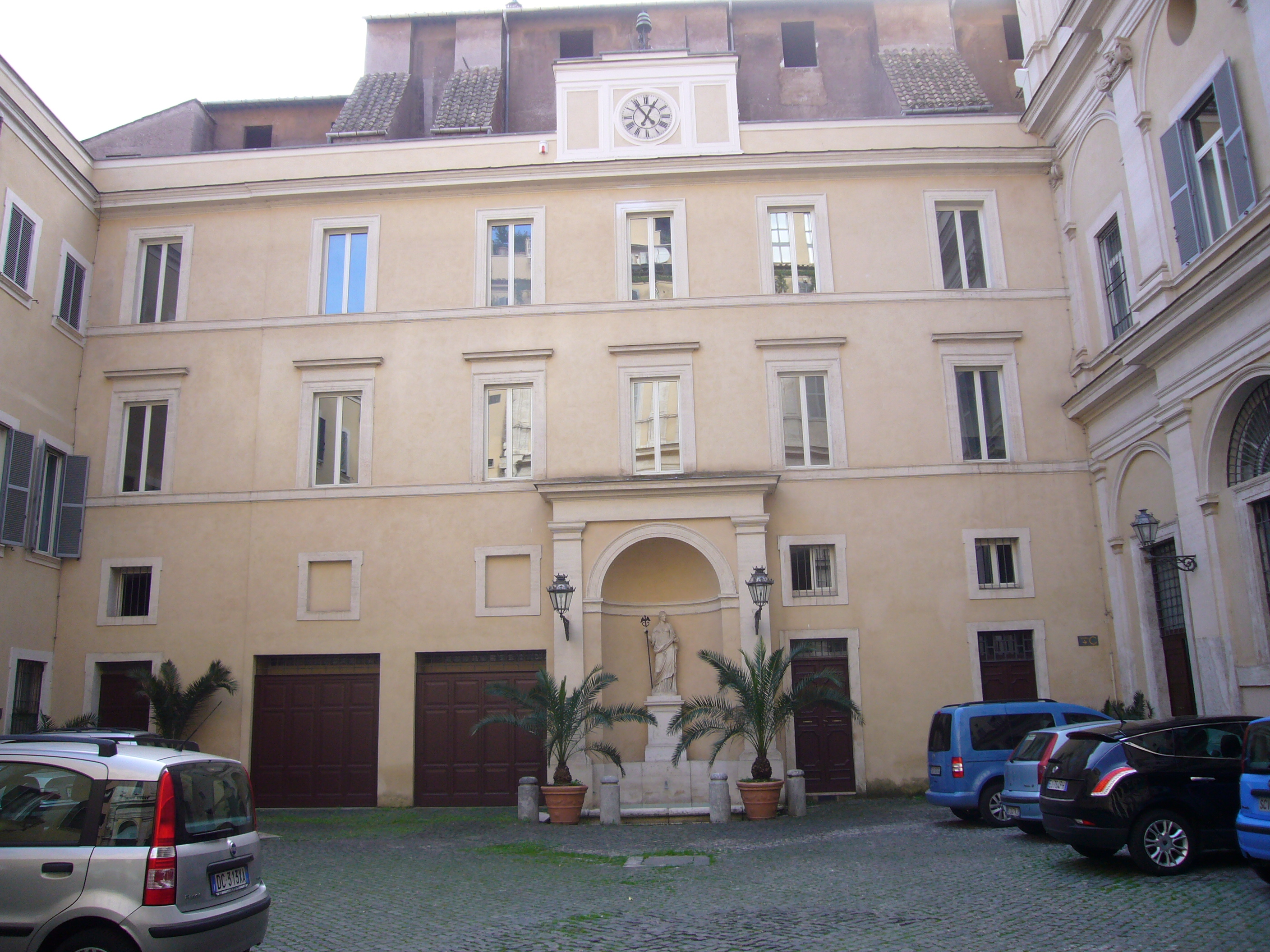
Vista do pátio interno.

No grande pátio interno, no estilo do século XVI, o lado fortificado da entrada conta com cinco arcadas com pilastras dóricas. No lado oposto está uma fonte inserida num nicho emoldurado por duas lesenas e uma arquitrave. NO centro está uma estátua em mármore branco representando uma "Minerva" com túnica e um caduceu de bronze na mão direita sobre uma base simples: o tanque, no nível do chão, é flanqueado por quatro pilastras e tem um formato ligeiramente curvo. No primeiro andar está uma lógia, atualmente fechada; no segundo estão janelas decoradas com cabeças de cervo e separadas do beiral por pequenas janelas alongadas no século XVIII para abertura de pequenos balcões.